# Космацька сільська рада (Богородчанський район)
| Космацька сільська рада — орган місцевого самоврядування у Богородчанському районі Івано-Франківської області з адміністративним центром у с. Космач. Сільській раді підпорядковані населені пункти: - с. Космач |

## Склад ради
Рада складається з 16 депутатів та голови.

### Керівний склад ради
| ПІБ                      | Основні відомості                                                                    | Дата обрання | Дата звільнення |
| ------------------------ | ------------------------------------------------------------------------------------ | ------------ | --------------- |
| Луцак Дмитро Іванович    | Сільський голова, 1943 року народження, освіта                                       | 26.03.2006   | 31.10.2010      |
| Климбус Ярослав Іванович | Сільський голова, 1964 року народження, освіта вища, член Партії 'Реформи і порядок' | 31.10.2010   |                 |
| Вітюк Ганна Ярославівна  | Сільський голова                                                                     |              |                 |
| Іванків Оксана Миронівна | Староста села                                                                        |              |                 |

Примітка: таблиця складена за даними джерела